# Aglaja Arturowna Fjodorowa
Aglaja Arturowna Fjodorowa (russisch Аглая Артуровна Фёдорова; englische Schreibweise Aglaya Fedorova; * 5. Februar 2004) ist eine russische Tennisspielerin.

## Karriere
Fjodorowa spielt bislang vor allem bei Turnieren der ITF Women’s World Tennis Tour, wo sie bisher sechs Titel im Doppel gewinnen konnte.

## Turniersiege

### Doppel
| Nr. | Datum              | Turnier             | Kategorie | Belag     | Partnerin                  | Finalgegnerinnen                        | Ergebnis          |
| --- | ------------------ | ------------------- | --------- | --------- | -------------------------- | --------------------------------------- | ----------------- |
| 1.  | 24. September 2022 | Scharm asch-Schaich | ITF W15   | Hartplatz | Jelena Pridankina          | Yasmin Ezzat Aljona Falej               | 7:5, 6:1          |
| 2.  | 19. August 2023    | Öskemen             | ITF W15   | Hartplatz | Kristiana Sidorowa         | Wladislawa Andrejewskaja Dana Baidäulet | 7:64, 7:65        |
| 3.  | 8. Juni 2024       | La Marsa            | ITF W50   | Hartplatz | Kira Pawlowa               | Katarína Kužmová Yasmine Mansouri       | 65:7, 6:1, [10:3] |
| 4.  | 6. Juli 2024       | Monastir            | ITF W15   | Hartplatz | Lamis Alhussein Abdel Aziz | Alexandra Iordache Liisa Varul          | 6:3, 3:6, [10:5]  |
| 5.  | 4. August 2024     | Öskemen             | ITF W15   | Hartplatz | Darja Chamuzjanskaja       | Back Da-yeon Ayumi Koshiishi            | 7:64, 6:2         |
| 6.  | 23. November 2024  | Scharm asch-Schaich | ITF W15   | Hartplatz | Alissa Kjummel             | Joy de Zeeuw Sandughasch Kenschibajewa  | 6:4, 6:3          |